# 雅基·阿夫里尔
雅基·阿夫里尔（法語：Jacky Avril，1964年7月19日—），法国男子皮划艇运动员。他曾代表法国参加1992年夏季奥林匹克运动会皮划艇比赛，获得男子单人划艇激流回旋铜牌。